# Michele Mangani
Michele Mangani (Urbino, 1966) is een Italiaans componist, muziekpedagoog, dirigent en klarinettist.

## Levensloop
Mangani studeerde van 1984 tot 1987 alsook van 1989 tot 1992 aan het Conservatorio Statale di Musica "Gioacchino Rossini" in Pesaro klarinet, instrumentatie voor banda, compositie, orkestdirectie en vervolgens in 1988 aan het Conservatorio di Musica "Giovan Battista Martini" in Bologna koormuziek en koordirectie. Verder studeerde hij in masterclasses in de republiek San Marino bij de Bulgaarse dirigent en muziekpedagoog Georgi Dimitrov.
Van 1985 tot 1989 was hij als 1e klarinettist verbonden aan het Orchestra Filarmonica Marchigiana en maakte verder deel uit van de groep "Assieme en plein air", waarin hij de bassethoorn bespeelde. Hij werkt ook in diverse kamermuziek formaties (duo, trio, kwartet en kwintet) mee.
Sinds 1985 is hij dirigent van diverse blaasorkesten in de regio zoals de Banda Musicale Cittadina di Urbania, Corpo Bandistico "Città di Cagli", Banda Musicale Cittadina di Acqualagna, Complesso Bandistico di Candelara (Pesaro e Urbino) en het Orchestra di Strumenti a fiato della Capella Musicale del Santissimo Sacramento in Urbino. Verder is hij leider van diverse strijkorkesten en kamermuziekensembles zoals het Orchestra dell'Accademia Filarmonica Urbinate, het Orchestra Sinfonica Pesarese en het Ensemble Colonne d’Armonie. In 1996 won hij de door de Banda Nazionale dell'Esercito Italiano georganiseerde dirigentenwedstrijd.
Hij assisteerde Lorenzo Della Fonte bij de cursussen voor HaFa-dirigenten die georganiseerd werden door het Europees Sociaal Fonds en gehouden werden in Ripatransone in de jaren 1998 tot 2000. In 2001 en 2002 werd hij van Eugene Migliaro Corporon uitgenodigd te doceren tijdens cursussen voor HaFa-dirigenten aan de Universiteit van Noord-Texas.
Als componist won hij met zijn werken voor banda al een aantal prijzen.

## Composities

### Werken voor banda (harmonieorkest) of fanfareorkest

#### Marsen
- 1981 Primavera
- 1982 Piccola marcia
- 1983 Diana, Marcia sinfonica  - won een prijs tijdens het concorso “Diapason d'argento” di Gonzaga (MN)
- 1983 Promenade, - won een prijs tijdens het concorso “Diapason d'argento” di Gonzaga (MN)
- 1986 Evviva i donatori (Officiële hymne van Urbino)
- 1989 Acqualagna
- 1990 Gigi
- 1992 Inno Eugubino
- 1993 Canzoniere
- 1997 Gioiosità
- 1998 America, parademars
- 1999 Bandinsieme
- 1999 Bersaglieri in marcia, voor fanfareorkest
- 1999 Montefeltro, Marcia sinfonica
- 1999 Raffaello, Marcia sinfonica
- 2000 Matteo's March, parademars
- 2001 Maria Rosaria
- 2002 Emanuela
- 2002 La Rocca, parademars
- 2002 Maggio
- 2002 Per un amico, treurmars
- 2003 Candelara, parademars
- 2003 Century, parademars
- 2003 Maura's, concertmars
- 2007 Gradara (samen met: U.P.Tresi)
- 2008 L'Arabita Folk di Fano (samen met: U.P.Tresi)
- 2008 Marching Brass, voor fanfareorkest
- 2009 Centum March - won de 1e prijs tijdens het 1° Concorso Nazionale per la composizione di una marcia per banda di Polpenazze del Garda (BS) 2009
- 2009 Jolly, dixieland-mars
- 2010 Inno AVIS Fermignano
- Montelabbate, (samen met: U.P.Tresi)

#### Concertstukken
- 1988 Fantasia marchigiana
- 1990 Buon Natale Fantasia su temi natalizi
- 1991 Melodic Suite
- 1992 Invito al valzer
- 1993 Images
- 1999 Aubade (a la manie de), - werd bekroond tijdens I Concorso Nazionale di composizioni originali per Banda georganiseerd door Fondazione Istituto Musicale della Valle d'Aosta
- 1999 Fantango (Omaggio ad Astor Piazzola)
- 1999 Festival valzer, wals
- 1999 Le voci dei Profeti, voor gemengd koor en harmonieorkest
- 1999 Zippy Dixieland
- 2000 Symphonic Valzer
- 2000 Winds Rag (omaggio a Scott Joplin)
- 2001 Banda all’opera (Suite su temi verdiani)
- 2001 Concerto a colori[2]
- 2001 Gospels Fantasy, voor gemengd koor (ad libitum) en harmonieorkest
- 2001 Irregular Suite - werd bekroond tijdens de 1° Concorso nazionale per composizioni bandistiche Pellegrino Caso di Vietri sul Mare (SA)
  1. Intrada
  2. Valzer
  3. Finale
- 2002 3 danze sinfoniche - won een 1e prijs in de categorie A tijdens het Concorso nazionale di composizione per banda di Adro (BS)
- 2002 Easy Song
- 2002 Expression per solista e banda
- 2003 Contrasti - won een 1e prijs tijdens het 3° Concorso nazionale per composizioni bandistiche Pellegrino Caso di Vietri sul Mare (SA)
- 2003 Epopea cavalleresca - Suite per banda
  1. Parata di Cavalieri e partenza per la guerra
  2. La Principessa triste
  3. Il ritorno del Cavaliere
- 2003 Fantasia feltresca
- 2003 Hobby
- 2003 Il castello incantato[3]
- 2003 Souvenir
- 2004 Core e Pluto
- 2004 Danze di corte, 4 danze rinascimentali
  1. Gagliarda
  2. Pavana
  3. Ballata
  4. Bourrèe
- 2004 Jazz-time
- 2004 Olympic Fanfare - won een 1e prijs tijdens het Concorso Europeo “Educazione e sport: valori senza frontiere”
- 2005 English Suite n.1 - won de 2e prijs in de categorie B tijdens het 1° Concorso Internazionale di Composizioni originali per banda città di Sinnai (CA)
  1. Weel May the Keel Row
  2. The Green Bushes
  3. Greenland Whale Fisheries
- 2005 Friuli's folk songs and dances - won de 1e prijks tijdens het Concorso internazionale di composizione per banda su "villotte friulane" di Udine
- 2006 Dynamic Concert - won een 2° prijs in de 3e categorie tijdens het I Concorso Internazionale di Composizione per Banda “La prime Lûs” di Bertiolo (UD)
- 2006 English Suite n.2
  1. Banks of Allan Water
  2. The Oak and the Ash
  3. The Rakes of Mallow
- 2006 Recorder, voor blokfluiten met begeleiding van het harmonieorkest
- 2006 Sardinia Rhapsody
- 2006 Spiritual Rhapsody, voor gemengd koor (ad libitum) en harmonieorkest
- 2006 Three Symphonic Pictures - won een 2e prijs in de 1e categorie bij het I Concorso Internazionale di Composizione per Banda “La prime Lûs” di Bertiolo (UD)
- 2006 Urbino's Liberty Anthem - Officiële hymne tijdens de uitreiking van de Press Award in Urbino
- 2007 Adagio and Fanfare
- 2007 Fanfare for brass, voor koperensemble
- 2007 Gocce di luna, per organico variabile a 5 parti
- 2007 Poema eroico
  1. Arrivo al castello
  2. Fanfara dei Cavalieri
  3. La Dama Bianca
  4. Danza delle Cortigiane
  5. Marcia della Battaglia
- 2007 Quinquies Centum - ter herdenking aan de 50e verjaardag van de oprichting van de Cappella Musicale del SS. Sacramento di Urbino
- 2008 Dance and Song for winds
- 2008 Fanfare and Theme for The Planet Earth
- 2008 Jewish Suite
- 2008 La Montagna Sacra
- 2009 Celtic Suite
  1. Moderato
  2. Andante Cantabile
  3. Allegro moderato
  4. Allegro
- 2009 Century Fanfare
- 2009 Sevilla, paso doble
- 2010 Fuochi d'artificio
- 2010 Il piccolo principe - won een 2e prijs in de sectie A tijdens het 3° Concorso Internazionale di Composizioni Originali per Banda Giovanile "Città di Sinnai" 2010
- 2010 Little River
- 2010 Spring Music - won de 1e prijs in de sectie B van het 3° Concorso Internazionale di Composizioni Originali per Banda Giovanile "Città di Sinnai" 2010
- 2010 Swing Bells
- 2010 Theme for Trumpet, voor trompet en harmonieorkest
- 2011 Gioventù Musicale
- 2011 Risorgimento Musicale, fantasie voor de 150e verjaardag van de eenwording van Italië
- 2011 Spirit of Freedom
- 2012 Il baule dei giochi - won een 2e prijs in de sectie C tijdens het IV Concorso Internazionale di composizioni originali per banda giovanile "città di Sinnai" 2012

### Missen en andere kerkmuziek
- 1990 Inno a S. Cristoforo
- 1998 San Biagio Inno
- 2002 Chiesa di Dio
- 2002 Il tuo popolo in cammino
- 2005 Inno Eucaristico - Officiële hymne van het interdiocesaanlijke eucharistische congres in 2005
- 2005 Messa Eucaristica voor gemengd koor en orgel - opgedragen aan Paus Johannes Paulus II
  1. Signore Pietà
  2. Gloria
  3. Alleluia
  4. Santo
  5. Agnello di Dio
  6. Inno Eucaristico
- 2006 Alegria (Cirque du Soleil)
- 2007 Inno a S. Pio
- 2008 Pane del cielo
- 2009 Il Signore è la mia salvezza
- 2009 Il Tredici maggio (Ave Maria di Fatima)

### Vocale muziek

#### Werken voor koor
- 1999 Le voci dei Profeti, voor gemengd koor (verschillende versies met instrumenten: klarinetkwintet, piano of harmonieorkest)
- 2001 Il nome tuo, voor gemengd koor  per coro a 4 voci miste 2001 ed. Eufonia
- 2007 Ave Maria, voor gemengd koor

### Kamermuziek
- 1995 Divertimento per 3 Clarinetti
- 1997 Due danze (Valzer e Giga), voor dwarsfluit, klarinet en piano
- 1997 Nel bosco sacro, voor klarinet, zangstem en piano
- 1999 Missione impossibile, voor 2 hobo's en althobo
- 2000 Divertimento nr. 1, voor esklarinet, 2 bes-klarinetten en basklarinet
- 2003 Encore, sonatine voor klarinet en piano
- 2003 Intermezzo, voor saxofoonkwartet
- 2007 Pagina d'album, voor klarinet en piano[4]
- 2009 Christmas time, Fantasia di temi natalizi, voor dwarsfluit, altsaxofoon en piano
- 2010 Executive, fantasie voor klarinet en piano
- 2010 Romanza, voor klarinet en piano
- 2010 Theme for Trumpet, voor trompet en piano
- 2011 Ars Vivendi, dedicata al Icentenario della nascita di Carlo Bo, voor 2 klarinetten en basklarinet